# دير جيرونيموس
دير جيرونيموس (بالإنجليزية: Jerónimos Monastery)‏ و (بالبرتغالية: Mosteiro dos Jerónimos‏) وهو دير يقع بالقرب من شاطئ أبرشية بيليم في مدينة لشبونة عاصمة البرتغال. بُنيَّ هذا الدير في أواخر العصر القوطي بالنمط المانويلي وهو مصنف مع برج بيليم ضمن لائحة التراث العالمي مُنذ عام 1983 ويعود تاريخ بنائه إلى عصر هنري الملاح في سنة 1459.

## معرض الصور

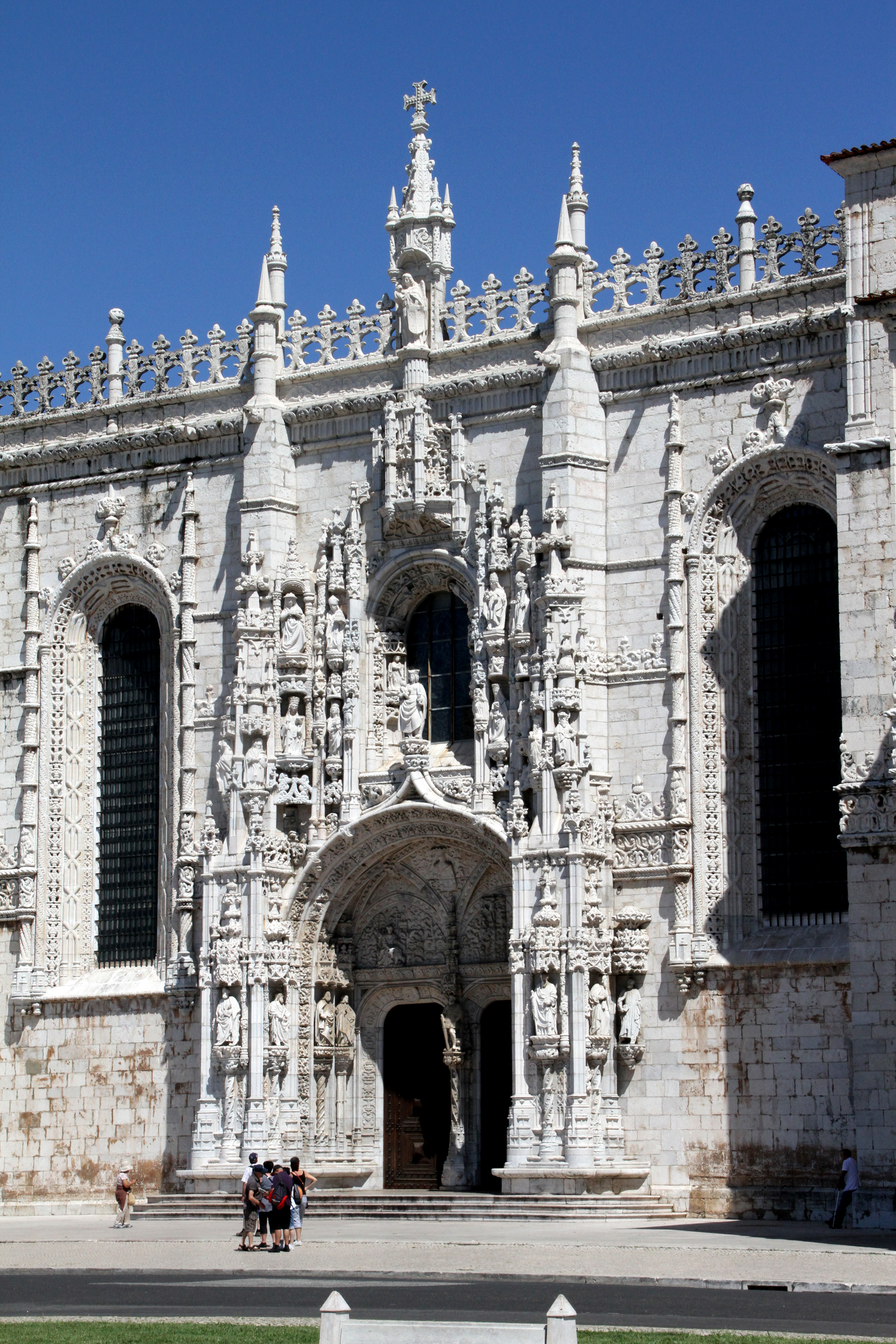
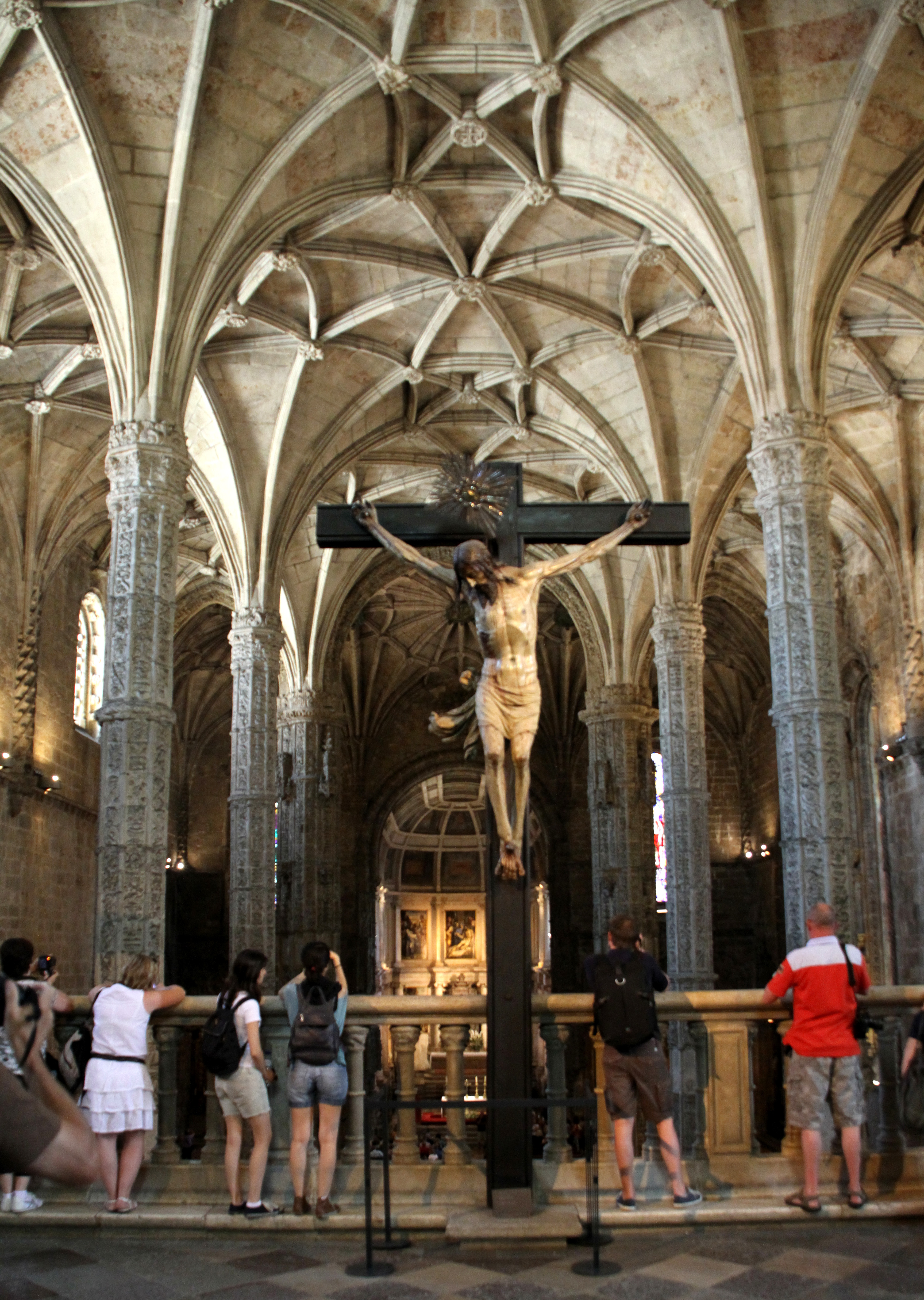
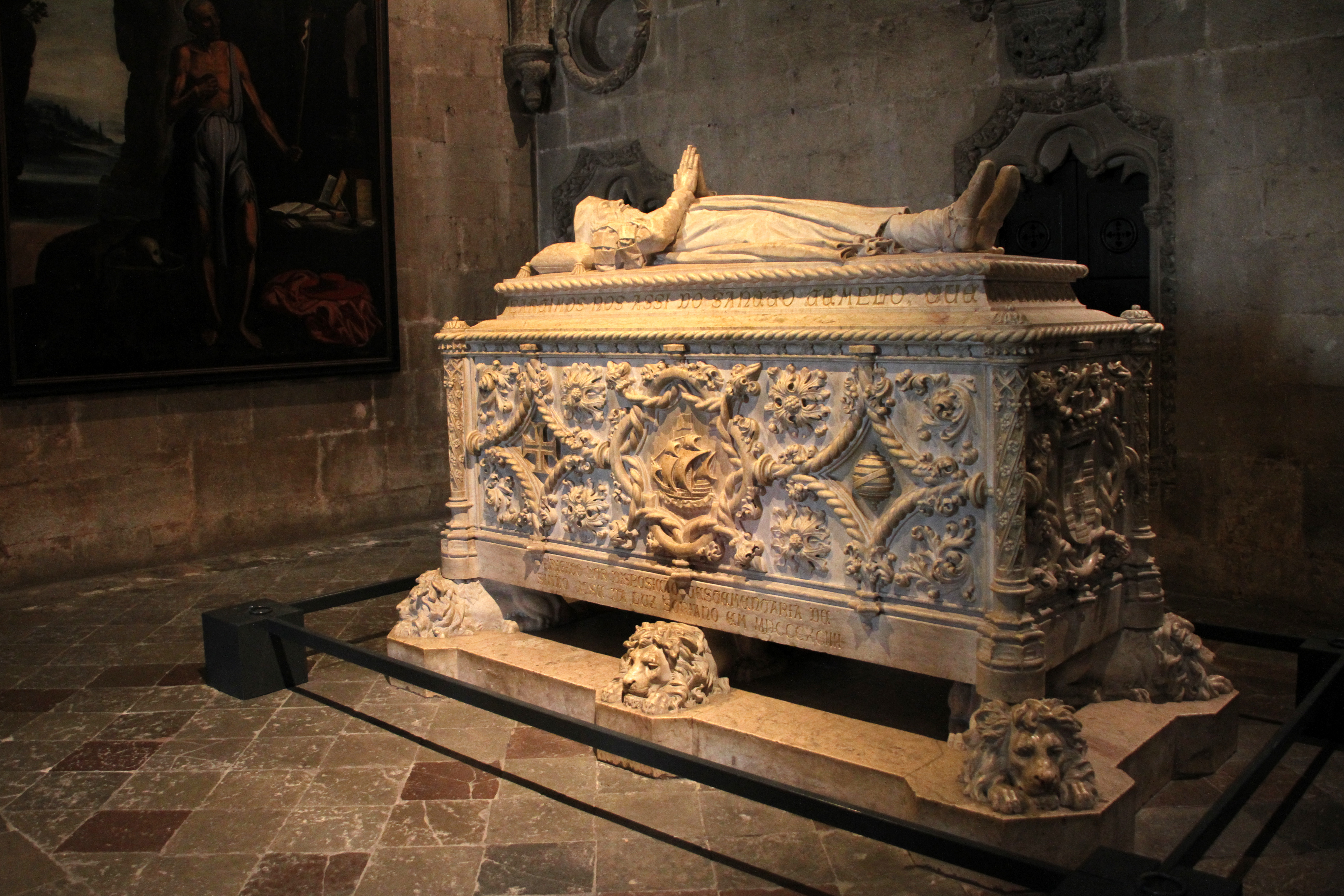
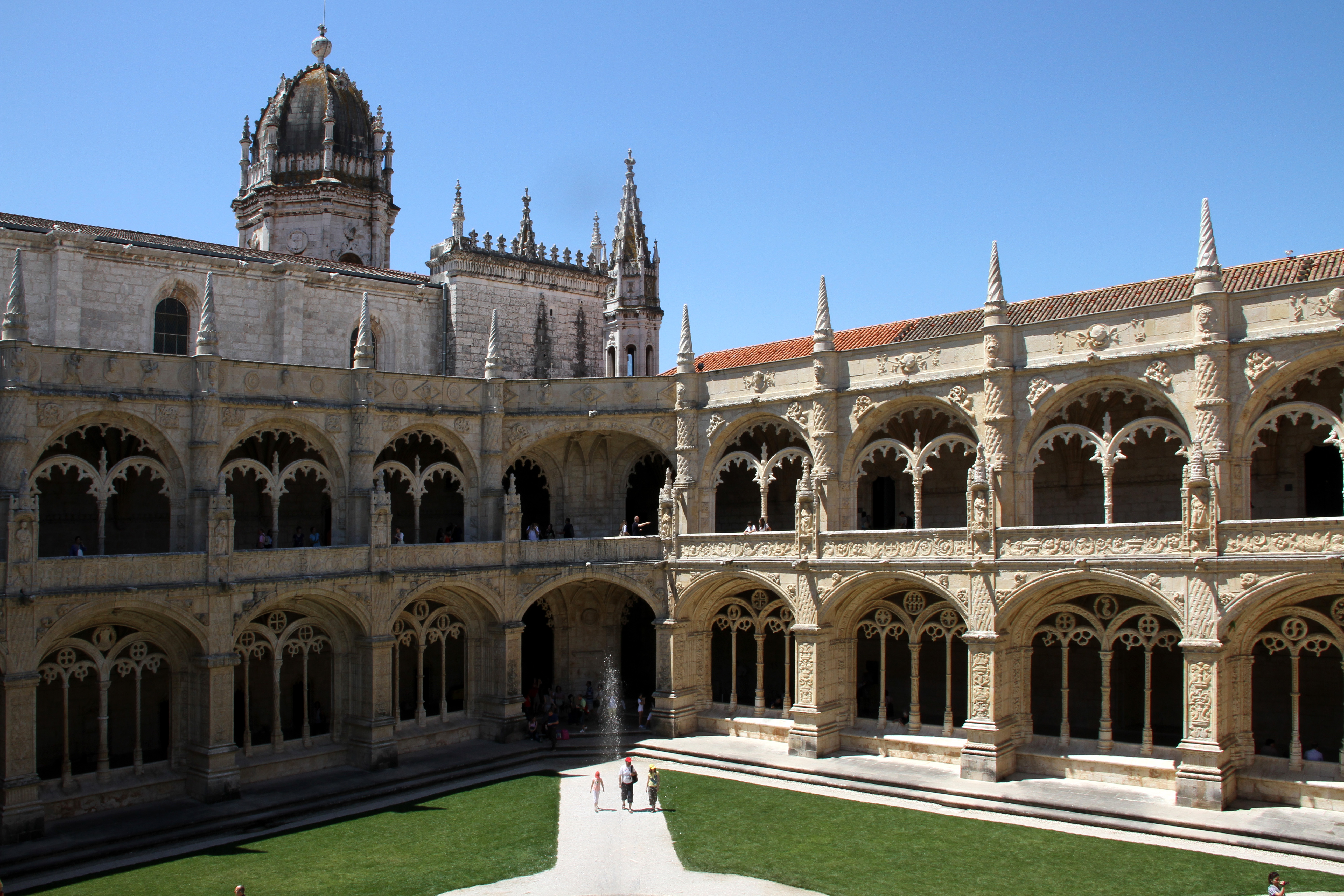
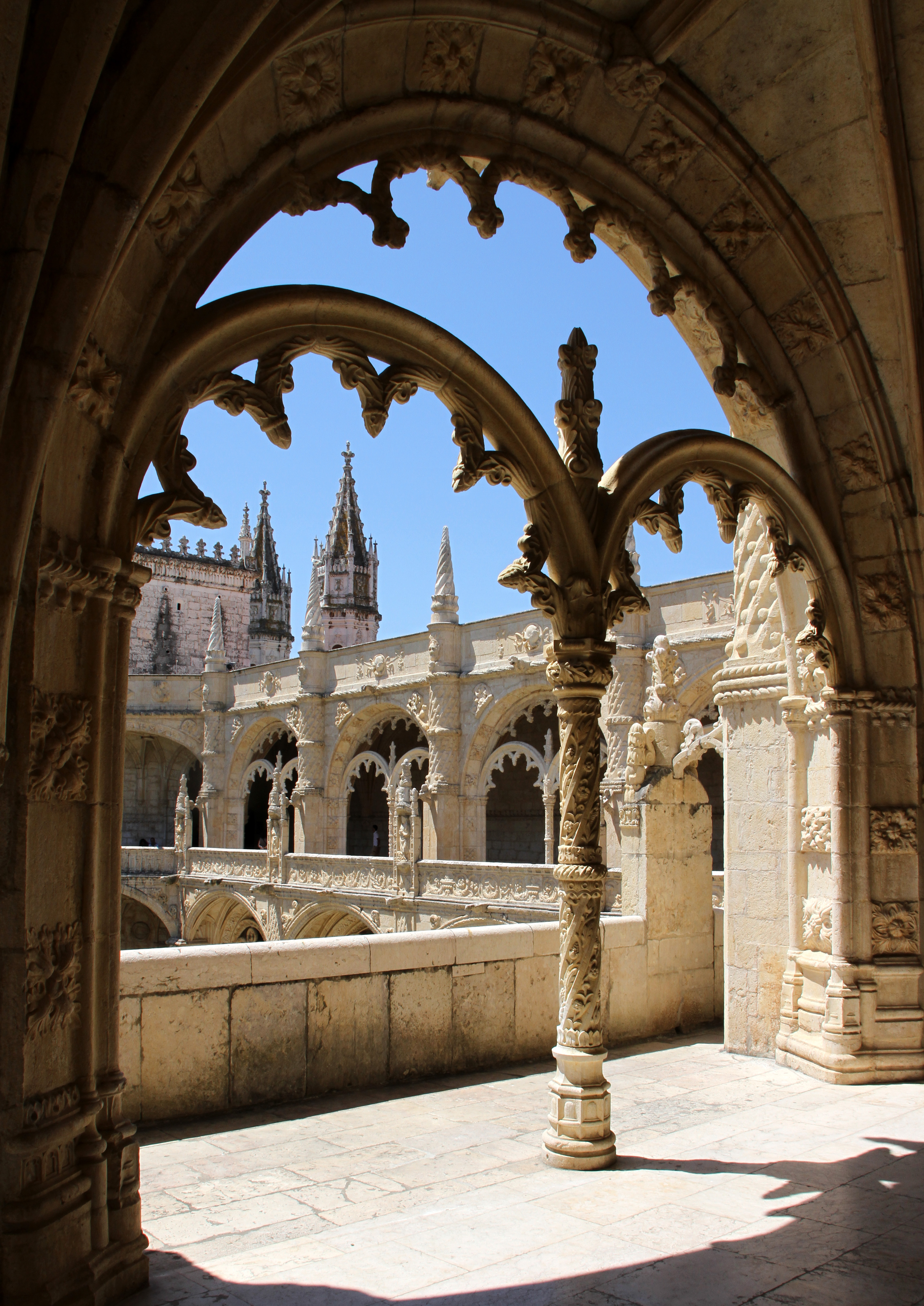
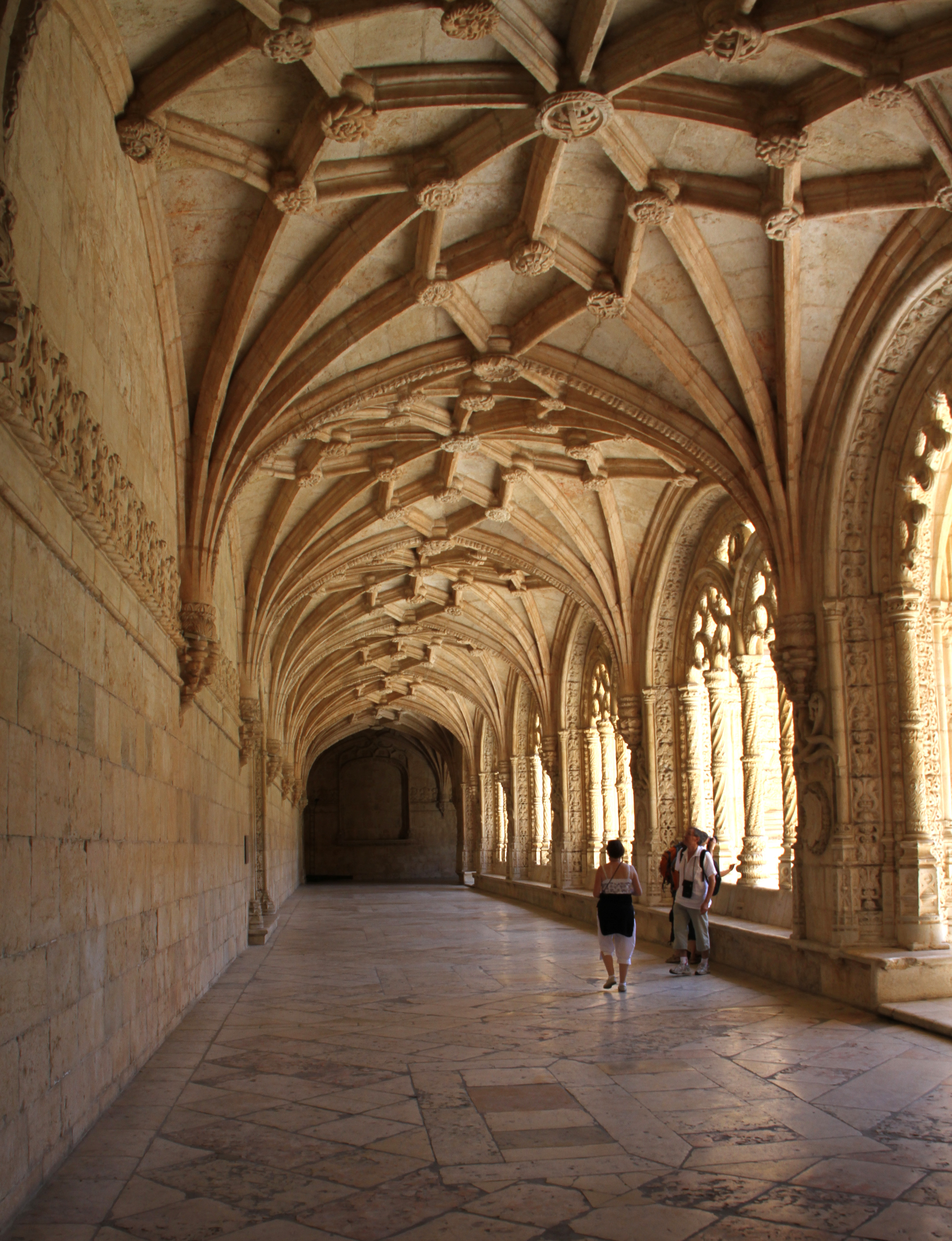
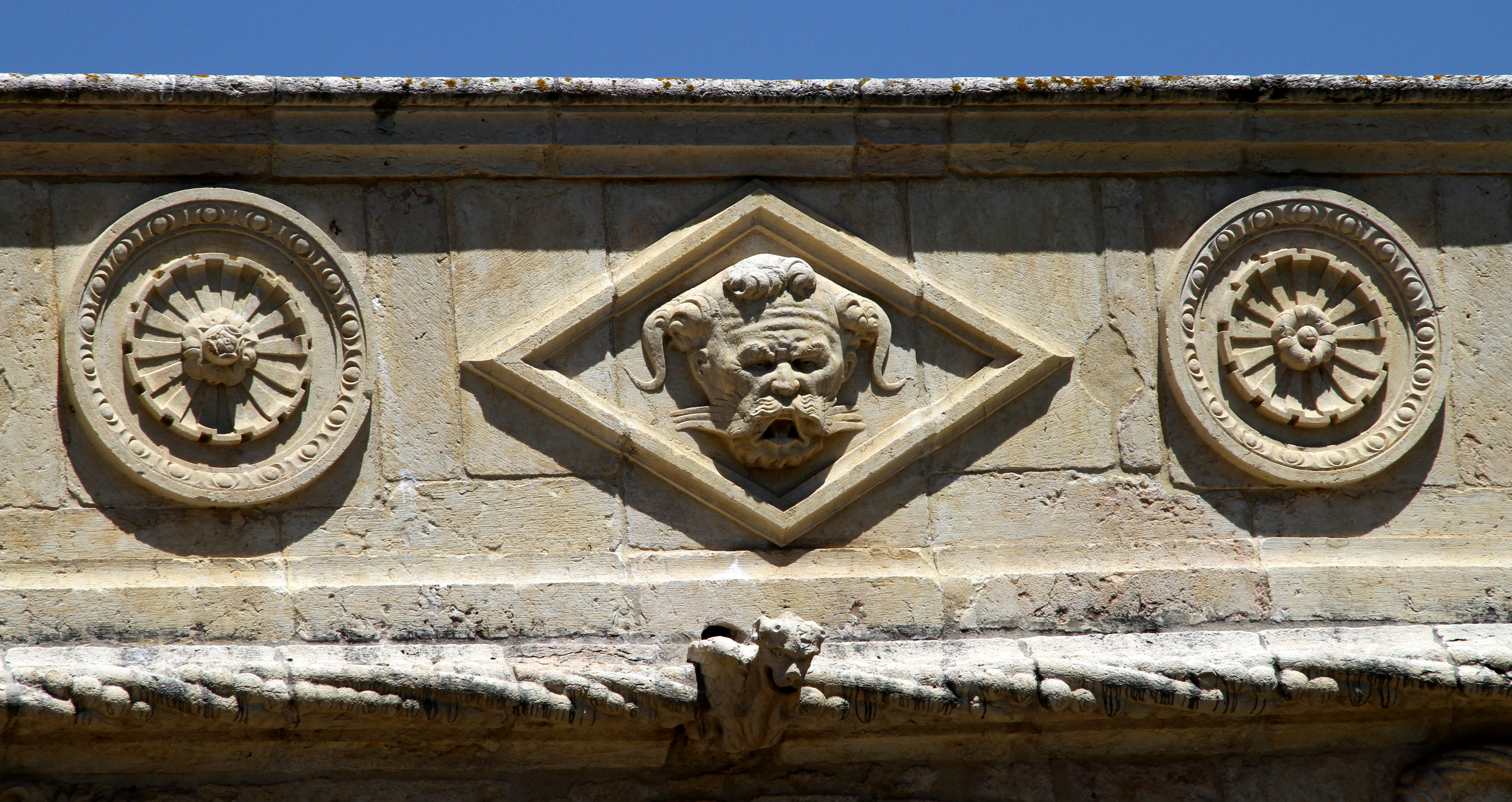
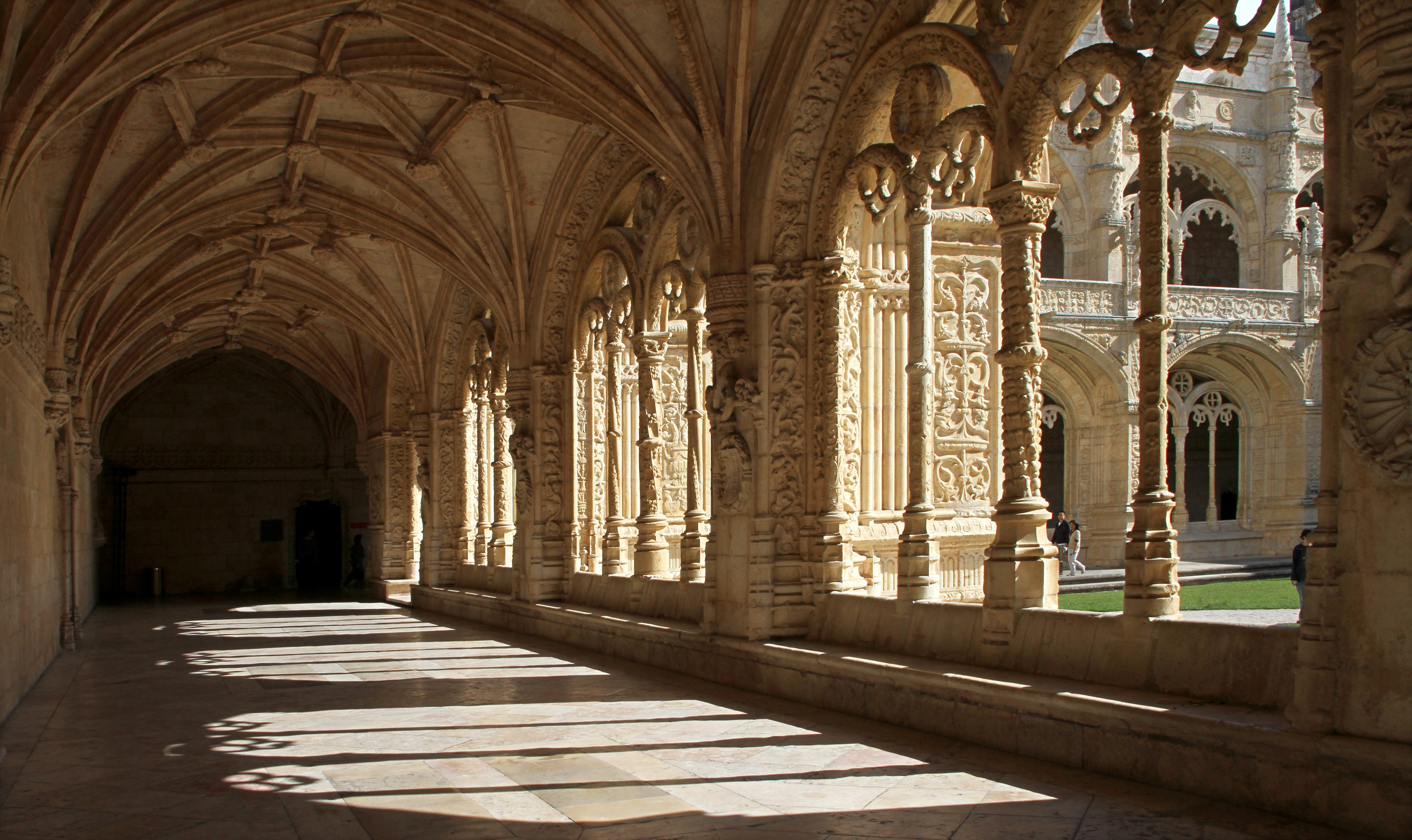

## أعلام
- جواو الثالث ملك البرتغال
- ماريا من أراغون
- كاثرين من براغانزا
- جواو مانويل أمير البرتغال
- هنريك ملك البرتغال